# Romnów
Romnów – wieś w Polsce położona w województwie dolnośląskim, w powiecie wrocławskim, w gminie Kąty Wrocławskie. 
Leży na terenie Parku Krajobrazowego Dolina Bystrzycy, w widłach rzek Bystrzycy i Strzegomki. Przez miejscowość przebiega droga wojewódzka nr 362.

## Historia
Pierwsza wzmianka o wsi pochodzi z 1292. W 1939 liczyła sobie ona 128 mieszkańców. Do 1945 pod niemiecką nazwą Rommenau.
W latach 1975–1998 miejscowość administracyjnie należała do województwa wrocławskiego.